# La Petite Charlotte
Albums de Henri Dès
Cache-cache
(1977) Flagada
(1980)
La Petite Charlotte est le deuxième album pour enfants d'Henri Dès sorti en 1979.

## Liste des chansons
1. L'ogre
2. Le couteau
3. T'es pas beau
4. Le fantôme
5. Le mille-pattes
6. Le bout de carton
7. La berceuse
8. Au marché
9. Croque et craque
10. La petite Charlotte
11. Le chardon
12. Quand on sera copains
13. La grande ourse
14. La belle histoire